# Holoplatys
Holoplatys là một chi nhện trong họ Salticidae.

## Các loài
Chi này có các loài:
- Holoplatys apressus (Powell, 1873)
- Holoplatys bicolor Simon, 1901
- Holoplatys bicoloroides Żabka, 1991
- Holoplatys borali Żabka, 1991
- Holoplatys braemarensis Żabka, 1991
- Holoplatys bramptonensis Żabka, 1991
- Holoplatys canberra Żabka, 1991
- Holoplatys carolinensis Berry, Beatty & Prószyński, 1996
- Holoplatys chudalupensis Żabka, 1991
- Holoplatys colemani Żabka, 1991
- Holoplatys complanata (L. Koch, 1879)
- Holoplatys complanatiformis Żabka, 1991
- Holoplatys daviesae Żabka, 1991
- Holoplatys dejongi Żabka, 1991
- Holoplatys desertina Żabka, 1991
- Holoplatys embolica Żabka, 1991
- Holoplatys fusca (Karsch, 1878)
- Holoplatys grassalis Żabka, 1991
- Holoplatys invenusta (L. Koch, 1879)
- Holoplatys jardinensis Żabka, 1991
- Holoplatys julimarina Żabka, 1991
- Holoplatys kalgoorlie Żabka, 1991
- Holoplatys kempensis Żabka, 1991
- Holoplatys lhotskyi Żabka, 1991
- Holoplatys mascordi Żabka, 1991
- Holoplatys meda Żabka, 1991
- Holoplatys minuta Żabka, 1991
- Holoplatys oakensis Żabka, 1991
- Holoplatys panthera Żabka, 1991
- Holoplatys pedder Żabka, 1991
- Holoplatys pemberton Żabka, 1991
- Holoplatys planissima (L. Koch, 1879)
  - Holoplatys planissima occidentalis Thorell, 1890
- Holoplatys queenslandica Żabka, 1991
- Holoplatys rainbowi Żabka, 1991
- Holoplatys semiplanata Żabka, 1991
- Holoplatys strzeleckii Żabka, 1991
- Holoplatys tasmanensis Żabka, 1991
- Holoplatys windjanensis Żabka, 1991